# Elevation Point
Der Elevation Point (englisch für Erhebungsspitze) ist ein wuchtiges Felsenkliff im ostantarktischen Viktorialand. Es bildet das westliche Ende der Kukri Hills am Taylor-Gletscher.
Die deskriptive Benennung erfolgte im Zuge von Vermessungsarbeiten des New Zealand Geographic Board im Jahr 1993.